# Argiolaus trimeni
Argiolaus trimeni är en fjärilsart som beskrevs av Hans Daniel Johan Wallengren 1876. Argiolaus trimeni ingår i släktet Argiolaus och familjen juvelvingar. Inga underarter finns listade i Catalogue of Life.